# Geschiedenis van Letland
Dit artikel behandelt de geschiedenis van Letland.

## Prehistorie
Archeologische vondsten tonen aan dat het gebied al rond het jaar 9000 v.Chr. bewoond was.
Van het 5e tot 4e millennium v.Chr. werd het Baltische gebied (het huidige Estland, Letland, Litouwen en aangrenzende delen van Rusland en Polen) bewoond door mensen van de Narvacultuur, de lokale variant van de neolithische kamkeramiekcultuur. De uit Noord-Rusland afkomstige kamkeramiekcultuur wordt ook wel Woud-neolithicum genoemd, en was hoofdzakelijk gebaseerd op jacht, visvangst en verzamelen, met slechts een geringe mate aan landbouw. Vermoedelijk werden Fins-Oegrische talen gesproken, zoals ook de huidige Esten en Lijven.
Vanaf het begin van de bronstijd drongen de (vermoedelijk Indo-Europese) stammen van de Touwbekercultuur vanuit het zuiden in het gebied door.

### IJzertijd
Tijdens de vroege ijzertijd (Ca.600-400 v.Chr.) drongen met de West-Baltische grafheuvelcultuur de voorouders van de Koeren vanuit het zuidwesten Koerland binnen, waarbij ze de daar aanwezige Fins-Oegrische bevolking geleidelijk naar het noorden verdrong. Vanuit het zuidoosten kwamen met de Oost-Baltische Geborsteldkeramiekcultuur, de voorouders van de Semgallen, Selen en Letgallen.
Het aan de Oostzeekust gevonden barnsteen was een gewilde handelswaar. De Barnsteenroute verbond de Baltische kust met het Romeinse Rijk, Germanië en het gebied van het huidige Rusland en Oekraïne.

## Vroege Middeleeuwen
De lucratieve barnsteenhandel en de ligging aan de handelsroute van Scandinavië naar Constantinopel via de Westelijke Dvina maakte het gebied tot een welvarend handelsgebied dat voor andere machten interessant was om te beheersen. Vanaf de vroege middeleeuwen probeerden de Scandinavische Varjagen hun invloed uit te breiden door middel van handelsnederzettingen in Koerland, getuige de nederzetting in Grobiņa uit 650-800 AD.
Vanaf de 9e eeuw breidde het vorstendom Polotsk, dat door een Varjaagse clanleider, Rogvolod (Ragnvald) werd bestuurd, vanuit het oosten zijn invloed over de Westelijke Dvina uit. In bondgenootschap met Letse stammen ontstond in de 10e eeuw de vorstendommen Jersika, Tālava en Koknese. De leiders van deze vorstendommen waren reeds gekerstend door de oosters-orthodoxe kerken. Al gauw vestigden zich ook Duitse handelaren in de nederzettingen aan de beneden-Dvina.

## Terra Mariana

Lijfland in 1260

Om verdere invloedsuitbreiding van de Varjaagse vorsten en hun Orthodoxe kerk een halt toe te roepen besloot de rooms-katholieke kerk uiteindelijk tot de zogenaamde Lijflandse Kruistocht, om de nog niet gekerstende stammen voor zich te winnen.
Aan het einde van de 12e eeuw trok de kanunnik Meinhard van Segeberg naar de benedenloop van de Dvina, en stichtte in 1185 in Ikšķile (Duits: Üxküll) de eerste stenen kerk in het Baltische gebied. In 1201 stichtte Albert van Buxhoeveden Riga als bisschopszetel en als uitgangspunt voor de kerstening van het binnenland. Het jaar daarop stichtte hij de Orde van de Zwaardbroeders, een ridderlijke orde die onder geestelijke geboden gesteld was, om hem militair te ondersteunen. In 1209 werd Visvaldis, de laatste Letse heerser van Jersika, militair verslagen door bisschop Albert.
In 1237 ging de Orde van de Zwaardbroeders op in de Duitse Orde. Haar opvolger, de Lijflandse Orde, werd drager van het gezag in de nieuwe geestelijke staat.

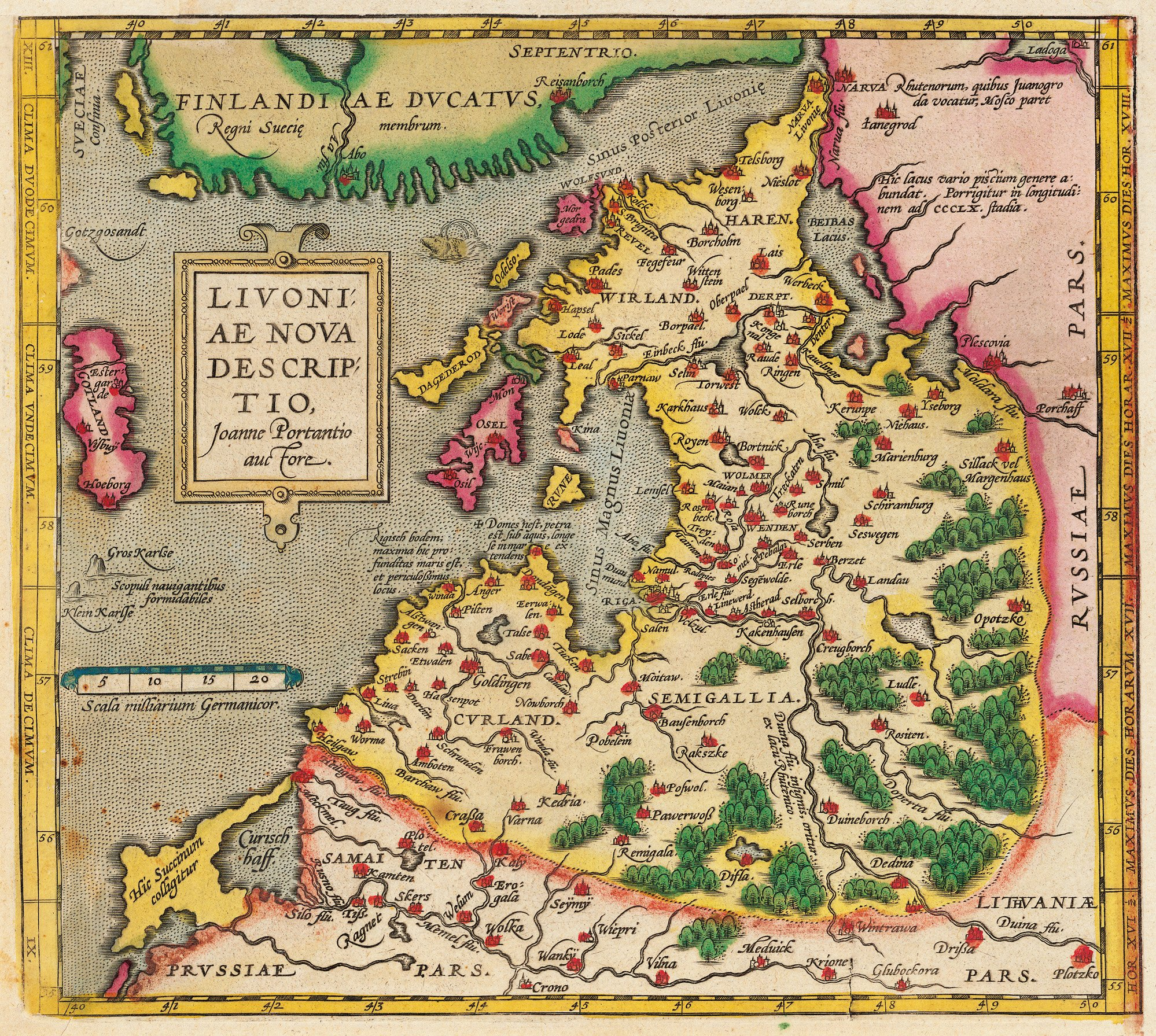
Kaart van Lijfland uit het eind van de 16de eeuw

De Duitse culturele invloed zou heersen tot en aan het einde van de 19e eeuw en versterkt worden door de economische invloed van de Hanze, waarbij de steden en met name Riga zich aansloten. De lutherse reformatie deed al vroeg in de 16e eeuw haar intrede in Riga en had tot gevolg dat de Duitse Orde werd geseculariseerd. Haar geestelijke ridderschap werd nu een kaste van enkele honderden grootgrondbezittende families. Volgens de regels van het lutherse protestantisme kreeg voor het eerst ook de volkstaal een plaats in de kerk, wat leidde tot de eerste Letse Bijbelvertalingen. In de steden bleef de burgerij echter Duits van taal en cultuur.

## Poolse tijd

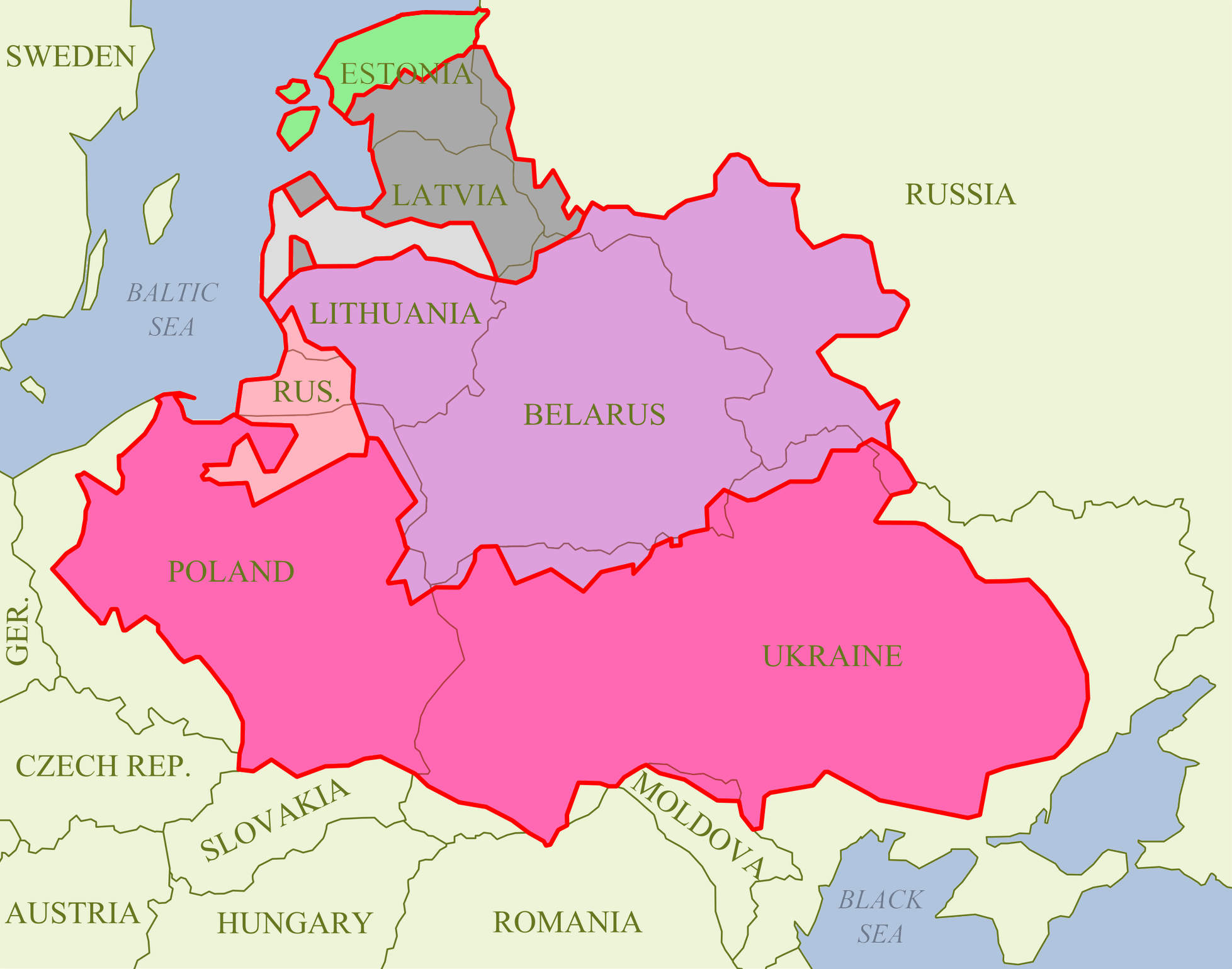
Polen-Litouwen in 1619; Koerland in lichtgrijs, Lijfland in donkergrijs

Tijdens de Lijflandse Oorlog (1558-1583), toen Ivan IV van Rusland vanuit het oosten aanviel, zocht men steun bij Polen. Kort daarop vormde Polen met het groothertogdom Litouwen het Pools-Litouwse Gemenebest. De Lijflandse Confederatie werd ontbonden. Het hertogdom Koerland en Semgallen werd gevormd, nominaal onder Pools-Litouwse soevereiniteit maar grotendeels autonoom. Lijfland werd ingelijfd bij Polen-Litouwen, maar behield een grote mate van zelfstandigheid, waardoor de, door Polen geëiste contrareformatie, mislukte. Alleen Latgale (Letgallen) werd gerekatholiceerd. maar behield toch ook een zekere mate van zelfstandigheid.

## Zweedse tijd

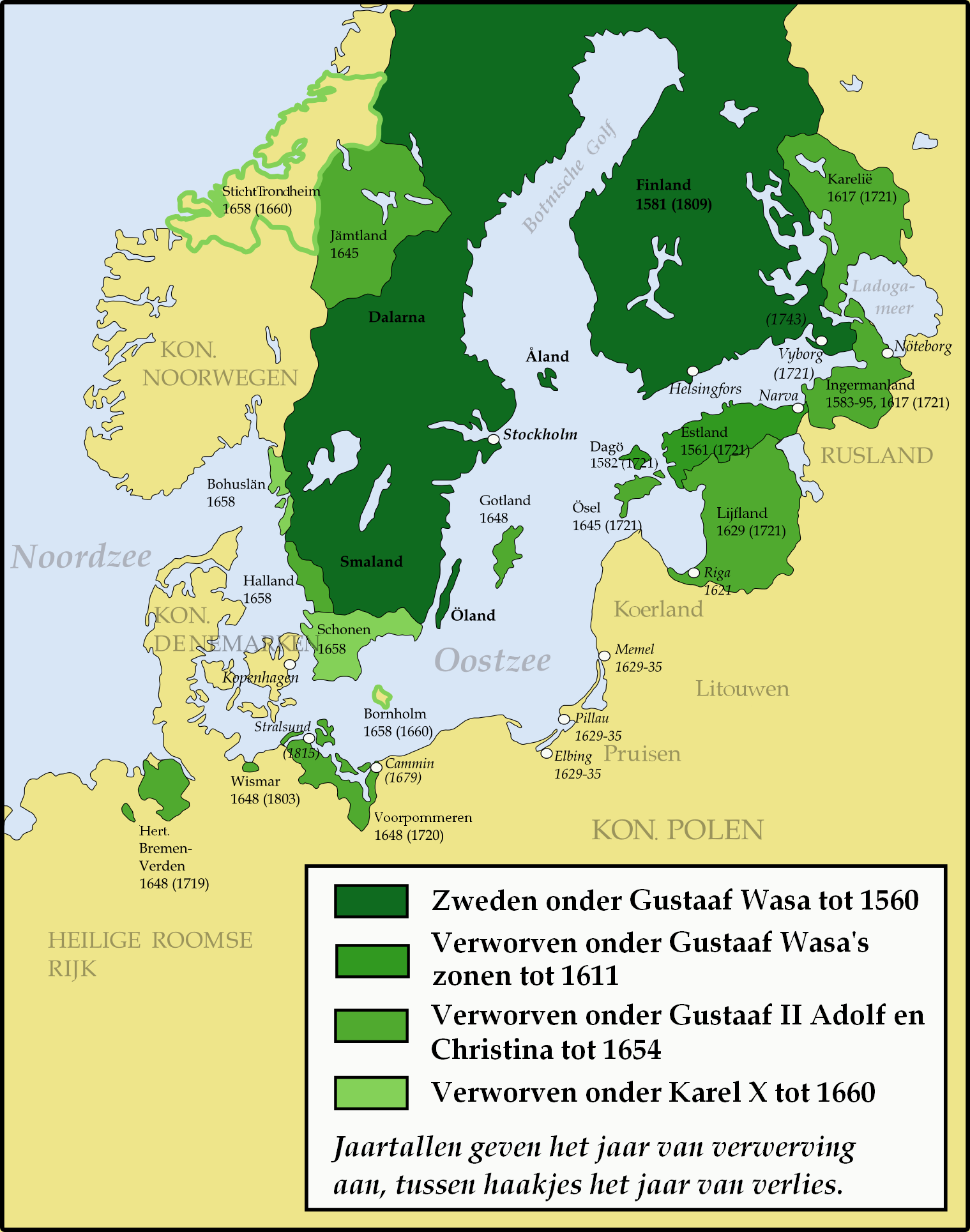
Lijfland in het Zweedse rijk

Nadat Zweden in 1617 Estland op de Russen veroverd hadden voelde Polen zich bedreigd en ging tot de aanval over. Gustaaf II Adolf antwoordde met de inval van Lijfland. In 1621 werd Riga veroverd. In 1629 deed koning Sigismund III van Polen afstand van de Poolse aanspraken op Lijfland, met uitzondering van zuidoost Lijfland ofwel Latgale (Letgallen), en het Zweedse gezag kon zich versterken.
Tijdens het Zweedse bestuur werden in elke Lijflandse parochie scholen opgericht, de Zweedse rechtspraak werd ingevoerd, marteling werd afgeschaft, en op de kroondomeinen werd de lijfeigenschap afgeschaft, hoewel er geen sprake was van een algeheel verbod en de boeren horigen bleven. In Dorpat (tegenwoordig Tartu in Estland) werd een universiteit gesticht, waar Latijn en Duits de voertalen waren. Daarnaast werden in verschillende steden Duitstalige hogere scholen opgericht waaronder de kathedraalschool van Riga. Handel, landbouw en rechtspraak werden hervormd.
De Letse Bijbelvertaling had uiteindelijk tot gevolg dat het Oost-Baltische dialect van Zuid-Lijfland, waar deze op gebaseerd was, uiteindelijk de grondslag werd voor de Letse standaardtaal, die voorlopig alleen als hulptaal werd gebruikt naast het Duits dat tot aan 1880 de dominante bestuurstaal bleef.
Tijdens de regering van Karel XII werd Zweden tegelijkertijd door Rusland en Polen aangevallen (Grote Noordse Oorlog, (1700-1721)). Peter de Grote werd in Estland verslagen. Karel XII trok de Westelijke Dvina over en bezette Koerland. Maar terwijl Karel XII met Polen slag leverde, organiseerde Peter de Grote een nieuw leger en begon aan de verovering van de Baltische landen. Na de beslissende Russische overwinning in de Slag bij Poltava in 1709 verloor Zweden voorgoed de heerschappij over de Baltische gebieden aan Rusland.

## Hertogdom Koerland

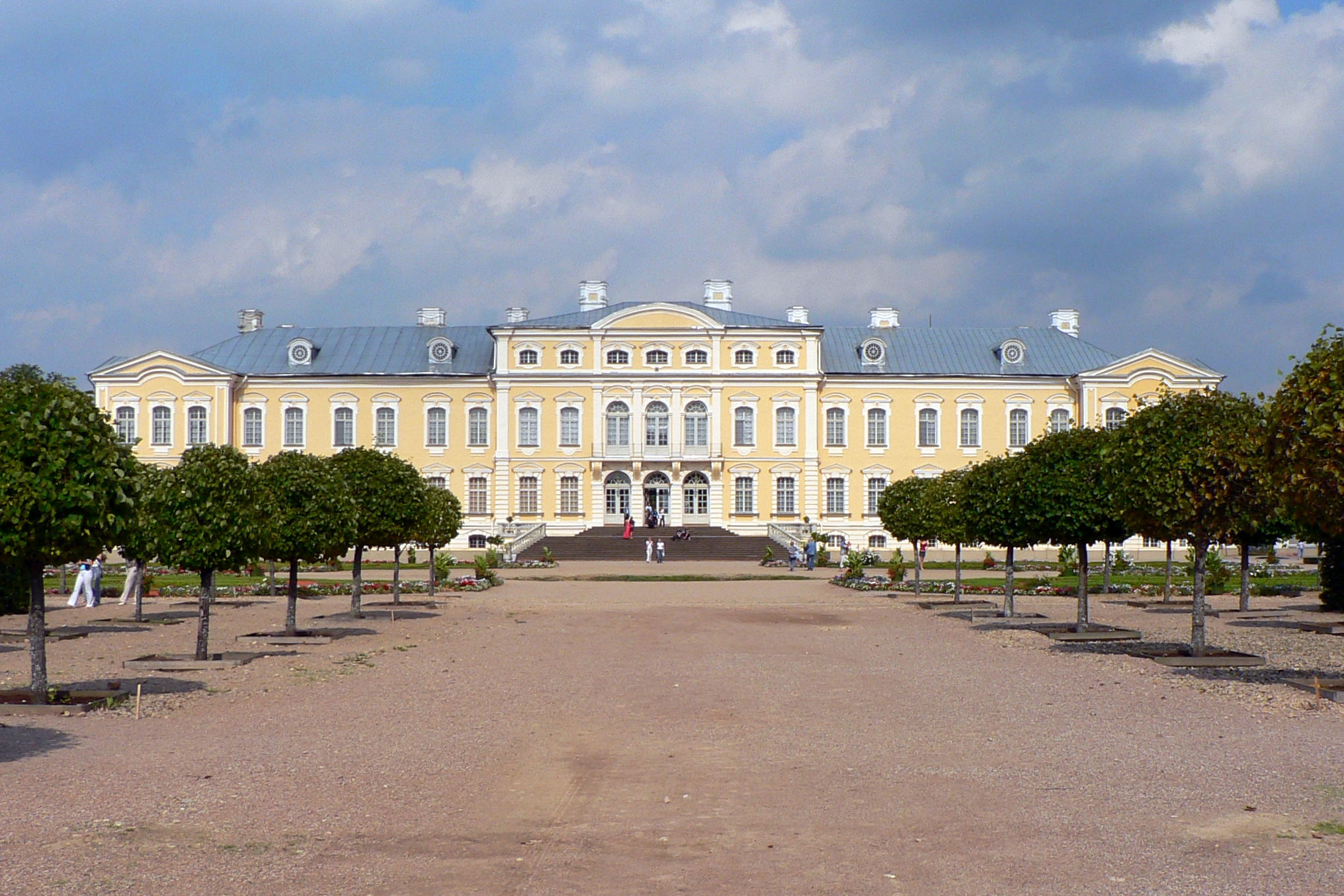
Paleis van de Hertog van Koerland, Schloss Ruhenthal (Paleis Rundāle)

In de periode dat Zweden Lijfland bestuurde verbeterden de economische omstandigheden van Koerland aanzienlijk. Onder hertog Jakob Kettler (1642-1681) groeide de nijverheid en er werd een, voor zo'n klein hertogdom enorme, vloot gebouwd. Koerland stichtte zelfs een kolonie op het Caraïbische eiland Tobago (Nieuw-Koerland geheten) die werd gebruikt als handelsfactorij voor de export naar Europa. Aan de monding van de Gambiarivier in West-Afrika werden twee forten gesticht: de Koerlandse Gambia. Onder de soevereiniteit van de Poolse koning bleef Koerland autonoom, hoewel een aantal Poolse een plaats tussen de Duits-baltische edelen gingen innemen.
Na de Grote Noordse Oorlog geraakte Koerland in de Russische invloedssfeer, en toen de laatste hertog, Peter Biron, op "welgemeende raad" van de Russen troonsafstand deed in 1795, verviel het hertogdom aan Catharina II van Rusland.

## Russische tijd

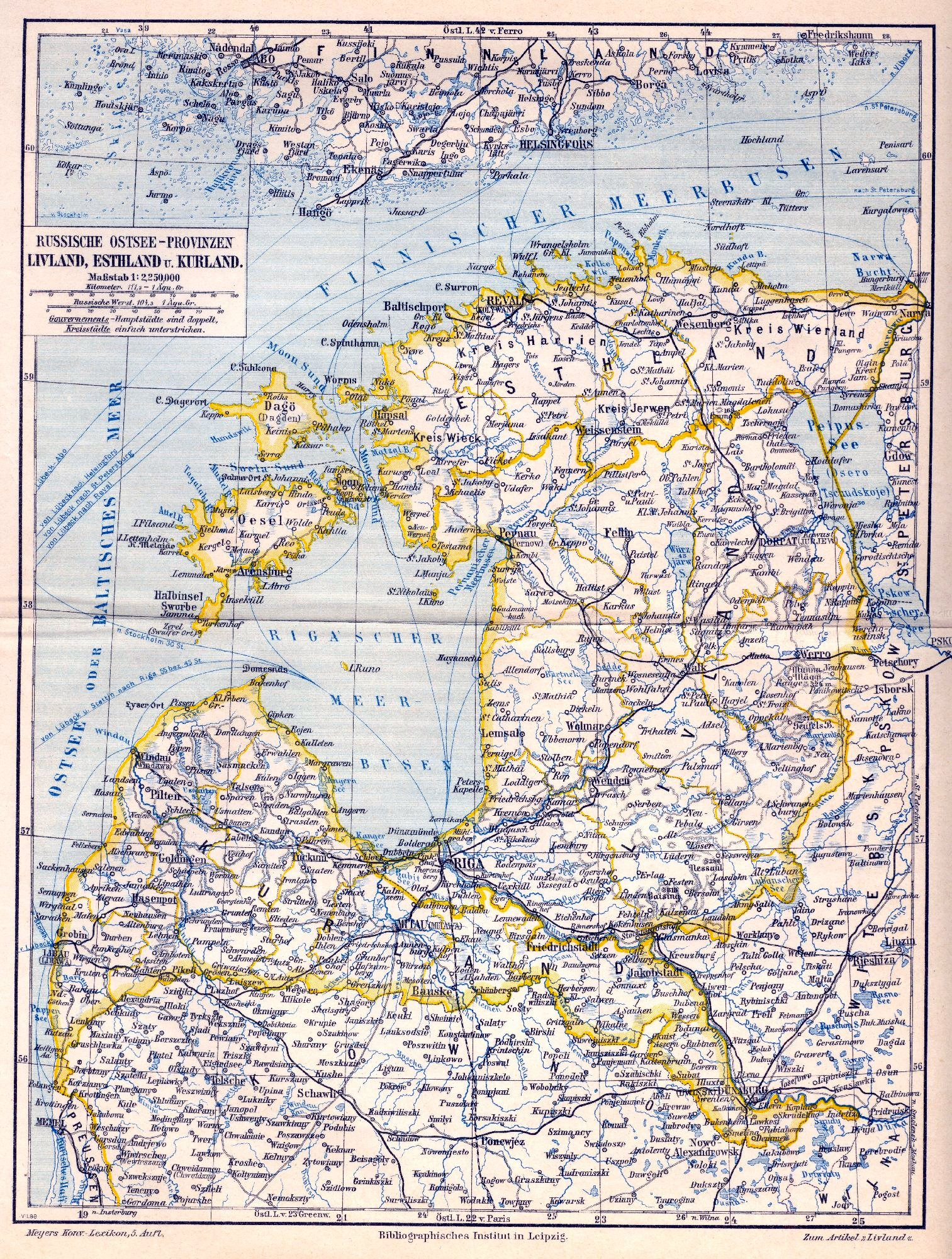
Gouvernement Koerland, Lijfland en Estland

De Vrede van Nystad (1721) bracht een definitief einde aan de Grote Noordse Oorlog. Zweden droeg zijn aanspraken op de Baltische gebieden over aan Rusland. Het verdrag bevestigde tevens de speciale status van de Duits-Baltische adel, die haar eigen bestuurlijke organisatie, lutherse geloof en Duitse taal kon behouden. Tot en met de regering van Alexander II (1855-1881) bleef deze speciale status voor de Duits-Baltische adel behouden. In ruil daarvoor stelde de Duits-Baltische adel zich zeer loyaal op ten opzichte van het tsarenrijk. De Letten op het platteland bleven lijfeigenen tot de afschaffing van de lijfeigenschap in 1811-1819 (veertig jaar eerder dan in overig Rusland), wat overigens aan hun afhankelijkheid van de grootgrondbezitters weinig veranderde.
In de jaren tachtig van de 19de eeuw besloot Rusland tot bestuurlijke centralisering en culturele russificatie. In de jaren voor 1892 waren de laatste Duitstalige middelbare en hogere scholen vervangen door Russische en was de universiteit van Dorpat, nu Jurjew geheten, een Russische instelling geworden. Van de germanisering hebben de Letten zich dus moeten bevrijden door eerst een russificatie te accepteren. Maar in de periode na 1880 kregen zij steeds meer ruimte om eigen dagbladen, tijdschriften, uitgeverijen, culturele organisaties en schouwburgen op te richten. Echter, pas na de revolutie van 1905 waarin honderden landhuizen van de Russische en Duits-Baltische adel werden bestormd en gebrandschat, werd in het onderwijs plaats voor het gebruik van de Letse taal in de leervakken Letse taal en geschiedenis ingeruimd. Overigens ook de Baltische Duitsers in de steden kregen toen ook het recht op eigen onderwijs terug, in de vorm van privéscholen waarin overigens nog steeds de examens in het Russisch moesten worden afgelegd om een geldig diploma op te leveren.
Een snelle economische ontwikkeling, vergezeld door de opkomst van een uit Letten bestaande klasse van vrije boeren en ambachtslieden maakte dat de steden na het midden van de 19e eeuw, voor het eerst sinds hun stichting in meerderheid bevolkt worden door Letten. Deze ontwikkeling vormt de achtergrond waartegen de vorming van een Letse nationale beweging zich afspeelde, die zich eveneens pas na het midden van de 19de eeuw kan organiseren. Echter, omdat de Letten Russische steun zochten tegen de Baltische Duitsers, had dat voorlopig tot gevolg dat de bestuurlijke machtsposities van de Baltische Duitsers niet op Letten maar op Russen overgingen.
Als het meest geïndustrialiseerde deel van het rijk had Letland, preciezer Riga, een sterke arbeidersbeweging. De revolutie van 1905 vond dan ook veel weerklank in Letland en er werden in dat jaar honderden landhuizen van de Baltische Duitsers en Russen platgebrand en rond de 650 Duitsers en Russen vermoord. In de nasleep van de revolutie werden 2.000 Letse revolutionairen terechtgesteld en velen meer werden verbannen naar Siberië.

## Eerste Wereldoorlog
Als deel van het Russische keizerrijk ging de Eerste Wereldoorlog niet aan Letland voorbij. Vele Letten vochten aan Russische zijde, en duizenden sneuvelden in de door de Russen verloren Slag bij Tannenberg in Pruisen. In 1915 werd Koerland bezet door Duitse troepen, maar de Russische legerleiding stelde eenheden van Letse Schutters op, en deze voorkwamen dat de Duitsers Riga innamen. In 1916 zetten de Duitsers met vernieuwde kracht de aanval in, maar Russen en Letten wisten ondanks zware verliezen Riga te houden. Het front liep vanaf het einde van 1915 tot 1 september 1917 langs de rivier de Westelijke Dvina. Koerland maakte deel uit van het gebied Ober-Ost.

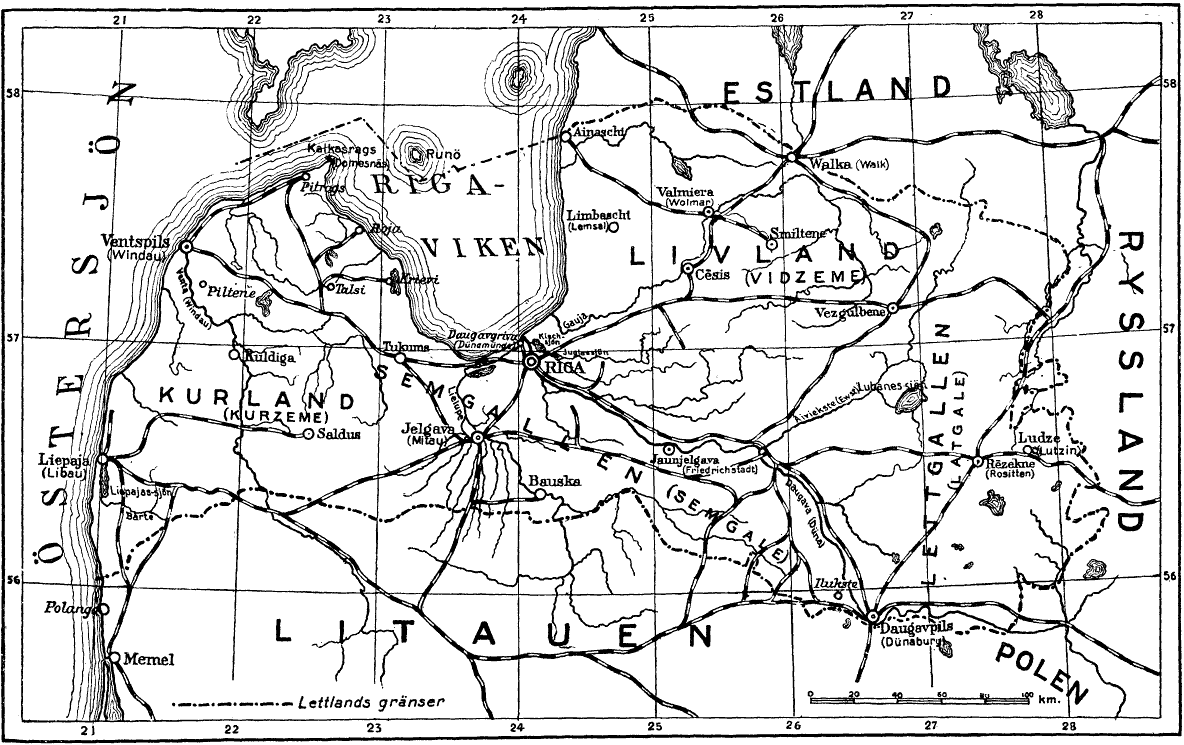
Kaart van Letland tussen de wereldoorlogen

De successen leidden tot een poging van Russische zijde om Koerland te heroveren in een slag die op 23 december 1916 begon en 25 dagen duurde. Het Duitse front werd doorbroken, maar door muiterij in het Russische leger werd de winst weer tenietgedaan. De Letten voelden zich verraden en velen vluchtten het land uit. Later in 1917 namen de Duitsers Riga in.
In 1917 was er sprake van dat Letland een autonome deelrepubliek zou gaan worden. In februari 1917 werd de Russische tsaar Nikolaas II gedwongen troonsafstand te doen. De nieuwe regering van premier Kerenski weigerde echter om Letland op te geven en dit leidde tot een radicalisering van de beweging: volledige zelfstandigheid voor Letland. Na de ondergang van het Russische leger werd Letland bezet door de Duitsers, en toen Duitsland en de nieuwbakken Sovjet-Unie op 3 maart 1918 de vrede van Brest-Litovsk sloten deed laatstgenoemde afstand van de Baltische gebieden.
Letland werd opgedeeld in een zelfstandig Lijfland en een Hertogdom Koerland en Semgallen onder Duitsland. Letgallen zou bij Rusland blijven. De Duitsers troffen voorbereidingen voor een uitgebreide Duitse kolonisatie, en zochten naar een staatsvorm waarin de Baltische provincies onder een Duitse vorst semi-zelfstandig kon worden onder de hoede van het Duitse Rijk. Maar daarvan kwam weinig toen de oorlog aan het westfront stagneerde en op 11 november 1918 een wapenstilstand gesloten moest worden.
Op 17 december 1918 werd in Valka de Letse Socialistische Sovjetrepubliek uitgeroepen. Na de verdrijving van de Duitse troepen door de Letse Schutters in januari 1919 uit Riga werd vervolgens een Bolsjewistisch regime onder leiding van Pēteris Stučka in Letland ingevoerd. Om te beginnen werden 3.632 "contrarevolutionairen" gefusilleerd en werden de productiemiddelen onteigend, waarop een hongersnood uitbrak. Dit regime verspeelde in korte tijd veel krediet bij de Letse bevolking.

## Zelfstandigheid

### Onafhankelijkheidsoorlog
Gedurende de herfst van 1918 hadden de verschillende groeperingen in Letland onderhandeld over een beginselprogramma. Een week na de Duitse wapenstilstand werd op 18 november 1918 in Riga de Republiek Letland uitgeroepen en een regering onder leiding van Kārlis Ulmanis gevormd, zonder dat de Duitse troepen ingrepen; zij hadden de Letten nog nodig. Tezelfdertijd stootte het Rode Leger door naar het westen en maakte Duitse wapens en voorraden buit. De Letse regering verliet Riga en vluchtte naar Liepaja, waar men steun kreeg van de Britse marine, en aanvankelijk ook van achtergebleven Duitse legereenheden. Het Rode Leger kreeg onder andere steun van delen van de Letse Schutters Terwijl Lenin de Letten autonomie beloofde werd de regering in Riga door hen gezien als een Duitse marionet. Op 17 december 1918 werd in Valka de Letse Socialistische Sovjetrepubliek uitgeroepen. Voor de Letse bolsjewieken was het een koud kunstje om de Duitse bezetters in januari 1919 uit Riga te verdrijven om vervolgens het communisme in Letland in te voeren. Ze begonnen meteen met de klassenstrijd - 3632 "contrarevolutionairen" werden gefusilleerd. De productiemiddelen werden razendsnel onteigend maar al snel brak een hongersnood uit.
In Koerland bevonden zich nog steeds Duitse troepen en de nationale regering bouwde ondertussen in de havenstad Liepāja een Lets vrijwilligerslegertje op dat samen met het Duitse vrijkorps Baltische Landeswehr in maart 1919 de aanval inzette. De Duitsers wilden een  bestuur van Duitse-Balten installeren en beraamden daarom een staatsgreep tegen Ulmanis, die slechts kon ontkomen door aan boord van Brits marineschip te vluchten. Riga werd heroverd, maar niet voordat Duitse troepen, in het kader van de "witte terreur" 4.000 personen hadden opgepakt, waarvan er velen om het leven werden gebracht. Daarna gingen de Duitse troepen verder ten aanval. Echter niet tegen de communisten, maar tegen het Estse leger. Na zware gevechten met een gecombineerde Estse en Letse strijdmacht moesten de Duitsers op 22 juni 1919 in Cēsis de aftocht blazen en op 8 juli 1919 kon de regering, met aan het hoofd minister-president Kārlis Ulmanis, terugkeren naar Riga. De geallieerde mogendheden dwongen de Duitsers om zich terug te trekken en met steun van Poolse troepen werden de bolsjewieken uit de oostelijke provincie Latgale verdreven, die nu sinds het einde van de 18de eeuw met Letland werd herenigd (1920).
Daarmee was de onafhankelijkheidsoorlog nog niet ten einde. De Duitse Baltische Landswehr was nog steeds bewapend en gaf zijn steun aan een haastig opgericht "West-Russisch leger" onder leiding van de avonturier-generaal Pavel Bermondt-Avalov. Dit Duits-Russische vrijkorps trok op naar Riga, maar werd op 11 november 1919 door een gecombineerde Lets-Estse verdediging met Britse marinehulp tot de terugtocht gedwongen.
De Letse onafhankelijkheidsoorlog kwam formeel tot een einde op 11 augustus 1920. Bij de Vrede van Riga erkende Sovjet-Rusland Letland als een onafhankelijke staat, en zag 'voor eeuwig' af van iedere claim op de soevereine rechten op Letland.Verder beloofde Rusland alle vluchtelingen te repatriëren. Begin 1921 werd Letland door de internationale gemeenschap de jure als onafhankelijke staat erkend en in september van dat jaar werd het land in de Volkenbond opgenomen.

### Wederopbouw
Na vijf jaar oorlog was het land in 1920 verwoest. Waar de bevolking in 1914 nog 2,5 miljoen was geweest, bedroeg ze in 1925 nog slechts 1,8 miljoen. Gedurende de jaren twintig werd een landbouwhervorming doorgevoerd waarbij het grootgrondbezit herverdeeld werd: het Duits-Baltische en Russische grootgrondbezit werd verkaveld tot kleinschalige landbouw in handen van Letse boeren. De hervorming leidde tot een productiviteitsdaling in de grootschalige houtverwerking en een stijging in de veeteelt: in 1938 was Letland de vierde vleesuitvoerder van Europa. Aan het eind van de jaren 30 bereikte Letland een levensstandaard die te vergelijken was met het toenmalige Scandinavië. In het interbellum werd een krachtige impuls gegeven aan het Letse onderwijs. In 1919 werd bijvoorbeeld de Letse Universiteit in Riga opgericht, en later in Jelgava de Letse landbouwacademie. Het Letstalige onderwijs werd gestimuleerd, maar tegelijkertijd kregen de nationale minderheden (Duitsers, Russen, Joden en Polen) eveneens het recht op cultuurautonomie en onderwijs in de moedertaal.

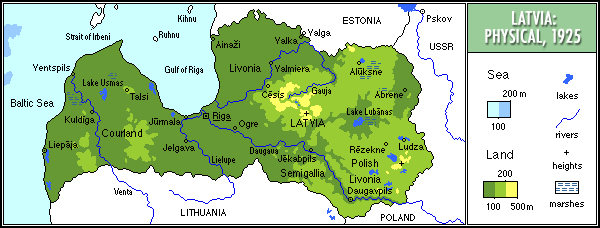
Letland, 1920-1940

### Politieke moeilijkheden
De Duitse Weimarrepubliek had model gestaan voor de grondwet en de macht lag dus bij het parlement, de Saeima, terwijl president slechts een vertegenwoordigende functie had. In het begin van de jaren dertig kwamen ook de zwaktes van het systeem aan het licht: het kiesstelsel maakte het moeilijk om stabiele regeringen te vormen en bevorderde kleine coalitiepartners die eisen konden stellen. Een coalitie van de grote Boerenbond en de sociaaldemocraten bleek onmogelijk. Nadat de leider van de Boerenbond, Kārlis Ulmanis er niet in geslaagd was om de goedkeuring van het parlement te krijgen voor een voorstel de bevoegdheden van de president ten koste van het parlement uit te breiden pleegde hij op 15 mei 1934 een staatsgreep. Het parlement werd ontbonden en alle politieke partijen werden verboden. Ulmanis was vanaf 1936 ook president. Een hervorming van het kiesstelsel werd nooit doorgevoerd en tot aan de Tweede Wereldoorlog heerste er een dictatuur.

## Tweede Wereldoorlog

### Eerste Sovjetbezetting

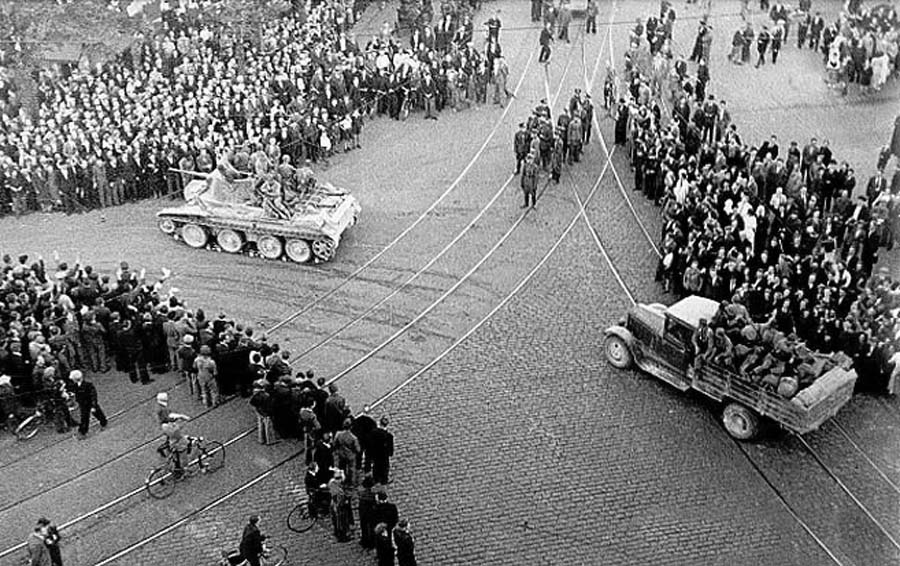
Sovjettanks rollen op 17 juni 1940 Riga binnen

Door het Molotov-Ribbentroppact tussen Hitler en Stalin, kwam Letland in de invloedssfeer van de Sovjet-Unie terecht. Met Duitsland werd de emigratie van de 60.000 Baltische Duitsers overeengekomen. Na het uitbreken van de oorlog eiste de Sovjet-Unie dat Letland een bijstandsverdrag zou ondertekenen waardoor 30.000 Sovjetsoldaten in Letland gelegerd zouden worden. De druk nam verder toe toen de Sovjet-Unie in de zomer van 1940 eiste dat er een nieuwe regering gevormd zou worden, die het vertrouwen van de Sovjet-Unie had. Op 17 juni 1940 werd Letland bezet en president Ulmanis werd gedwongen een regering te benoemen bestaande uit communisten en Sovjetgezinden. De nieuwe regering schreef nieuwe verkiezingen uit, legaliseerde de communistische partij en intimideerde eenieder die zich tegen de nieuwe machthebbers zou kunnen verzetten. 12 uur voor het sluiten van de stembus publiceerde het persbureau TASS al de verkiezingsuitslag: 97,6% had op het "blok van de arbeiders" gestemd. Een week later kwam het nieuw verkozen parlement bijeen en riep onmiddellijk Letland tot socialistische sovjetrepubliek uit. De dag erna werden alle banken en grote bedrijven genationaliseerd. President Ulmanis werd gearresteerd en naar de noordelijke Kaukasus gedeporteerd. Hij overleed in 1942.
Begin augustus 1940 werden de Baltische landen formeel bij de Sovjet-Unie ingelijfd. Wegens het illegale karakter werd de Sovjet-annexatie door de meeste westerse landen niet erkend. Volkenrechtelijk bleven de Baltische landen volgens westers standpunt dus de jure voortbestaan, waardoor bijvoorbeeld het Letse staatsburgerschap van vluchtelingen werd erkend en de Baltische ambassades in Washington en Londen vijftig jaar lang verder bleven functioneren.
Gedurende het tegen de Letten gerichte terreurbewind dat volgde werden alleen in 1940 al 7.020 personen gearresteerd en veroordeeld. 980 personen werden gefusilleerd, terwijl de rest naar strafkampen in de Sovjet-Unie werd gedeporteerd. Bij een grootschalige deportatieactie op 14 juni 1941 werden nog eens 15.081 mannen, vrouwen en kinderen opgepakt en gedeporteerd naar Siberië.

### Duitse bezetting
Op 22 juni 1941 viel Duitsland de Sovjet-Unie aan en veroverde in korte tijd de Baltische staten.[9] Door de Letse bevolking werden de Duitse troepen aanvankelijk als bevrijders beschouwd. Al tijdens de Duitse intocht werden door de SS-Einsatzgruppe A pogroms georganiseerd tegen de Joodse minderheid. Hiertoe werd bewust het beeld verspreid van het 'Joods-Bolsjewistische gevaar' dat voor het Sovjet-schrikbewind verantwoordelijk werd gemaakt. Onder de burgerij van Riga vonden 'spontane' pogroms nauwelijks weerklank, maar dat verhinderde niet dat extreemrechtse Letten betrokken werden bij de Holocaust. De Duitse SS rekruteerde onder de lokale bevolking al snel extreem fascistische knokploegen (Pērkonskrusts) die in de jaren 30 naar Duitsland waren gevlucht, en leden van de freiwillige Hilfspolizei. Het beruchtst werd het bataljon onder leiding van Viktors Arajs, dat duizenden joden in de Letse provinciestadjes bijeendreef en uitmoordde. Duitse SS-Sondergruppen begonnen vanaf november 1941 de Joden van Riga massaal te executeren in de bossen van Rumbula, even buiten Riga.. Een aantal Letten, zoals de havenarbeider Žanis Lipke en zijn familie, slaagden erin om met groot persoonlijk risico meer dan 300 Joden voor de nazi's verborgen te houden.
De Letten koesterden hoop op zelfbestuur onder Duitse bescherming, maar werden al snel teleurgesteld. De Baltische landen werden samengevoegd in het Reichskommisariat Ostland. Aangezien er voorlopig niet voldoende Duitse ambtenaren waren, kregen de Letten toch een beperkte mate van zelfbestuur. 
Veel Letten besloten niettemin te collaboreren met de Duitse bezetter die zij zagen als 'het minste kwaad'. Letse fascisten hielpen op grote schaal bij de standrechtelijke executie van Joden, en jonge Letse fascisten lieten zich organiseren in afzonderlijke Letse SS-troepen welke ingezet werden aan het oostfront. Begin 1943 werd de dienstplicht ingevoerd en werden Baltische rekruten per jaargang opgeroepen. Er werden twee Letse Waffen-SS-divisies gevormd: "XV Waffen-Grenadier-Division der SS Letland No. I" en "XIX Waffen-Grenadier-Division der SS Letland No. II". De veteranen van deze eenheden worden door veel Letten nog steeds als patriotten beschouwd, en er vindt nog steeds een jaarlijkse herdenking plaats. Reeds ingelijfde rekruten werden gedwongen mee te gaan met de zich terugtrekkende Sovjet-autoriteiten en vanaf 1941 gedwongen aan de Sovjet-zijde mee te vechten, zodat het niet zelden voorkwam dat vader tegen zoon, of broer tegen broer aan de frontlijn tegen elkaar moesten vechten.
Vlak buiten Riga, bij het plaatsje Salaspils, werd al vroeg in 1941 door de Duitsers een vernietigingskamp voor Joden ingericht en een concentratiekamp voor antifascisten ingericht. Letse verzetsgroepen die de onafhankelijkheid met steun van de westelijke geallieerden wilden herstellen, werden hier geïnterneerd. Meer dan 30.000 Letse Joden werden daar, samen met 20.000 uit Duitsland hierheen gedeporteerde Joden, om het leven gebracht. Schattingen van het aantal doden in het concentratiekamp variëren al naargelang de nationaliteit van de onderzoeker: van 2.000-3.000 volgens de Letse historicus Heinrihs Strods tot 100.000 volgens Sovjetarchieven, die zeker ook de Joodse omgekomenen daarbij meetellen.. Een groot bezoekerscentrum dat hier in 1967 werd geopend is inmiddels door de Letse autoriteiten gesloten.

### Tweede Sovjetbezetting
Op 30 juli 1944 slaagde het Rode leger erin om tot de Golf van Riga op te stoten. Er brak paniek uit en de Duitse bewindvoerders verlieten halsoverkop het land. Op 13 oktober 1944 viel Riga. Duitse en Letse troepen konden Koerland behouden. De strijd daar is vergelijkbaar met andere grote slagen uit de Tweede Wereldoorlog: minstens 250.000 soldaten sneuvelden tijdens de zeven maanden durende strijd. Het lukte de Sovjettroepen niet om hun tegenstanders te verslaan voor de algehele Duitse overgave op 8 mei 1945.
De oorlog veroorzaakte een enorme verwoesting, nog groter dan die van de Eerste Wereldoorlog. Had Letland in 1939 nog 2 miljoen inwoners, in 1945 waren daar nog 1,4 miljoen van over - een afname met 30 procent. Honderdduizenden Letten waren voor de komst van de Sovjettroepen naar het westen gevlucht, even zovelen werden na de komst opgepakt en in de stafkampen van de zogenaamde Goelagarchipel opgesloten.

## Sovjettijd

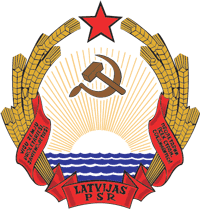
Wapenschild van de Letse SSR

Na afloop van de oorlog bleef een anti-Sovjetguerrilla actief en beschoot wachtposten, veiligheidstroepen en partijfunctionarissen. De beweging had tussen de 5000 en 15000 leden en was op haar hoogtepunt in de jaren 1945 - 1947.
De bezettingsmacht in Letland versterkte haar greep door tussen 20 en 30 maart 1949 ongeveer 50.000 mensen, hoofdzakelijk keuterboeren te deporteren. Hierdoor werd de collectivisering van de landbouw vereenvoudigd, maar had ook een dramatische daling van de productie tot gevolg. Daartegenover werd grootschalig geïnvesteerd in de industrie. Aangezien er gebrek was aan geschoolde arbeiders werden die aangevoerd vanuit de Russische SFSR en de overige Sovjet-Unie.
Na de dood van Stalin op 5 maart 1953 kregen de Letten eindelijk enige inspraak in de Letse communistische partij. De Secretaris van de Letse communistische partij, Eduards Berklavs, wilde de russificatie van Letland beperken door de immigratie van Russen te begrenzen, kennis van het Lets te eisen van ambtenaren en te verhinderen dat de Letse jeugd over de gehele Sovjet-Unie werd verspreid. In 1959 werd hij echter beschuldigd van nationalisme en pro-westerse sympathieën, en vervolgens afgezet.
Berklavs werd vervangen door de Moskougetrouwe Arvīds Pelše die eerder al de collectivisering van de landbouw had geëist en de deportatie van "klassenvijanden". Hij zag erop toe dat de industrialisering doorgang vond, met onder andere zware chemische industrie, en dat Russische immigratie werd aangemoedigd. Er gaan geruchten dat hij de hoofdstad Riga wilde omdopen in "Gagaringrad" naar de ruimtevaarder Joeri Gagarin. Onschatbaar natuurschoon werd verwoest door de aanleg van een waterkrachtcentrale in de Westelijke Dvina.

### Russificatiebeleid
Om de uitbreiding van de zware industrie na de Tweede Wereldoorlog te kunnen volbrengen werden arbeiders uit de gehele Sovjet-Unie, maar vooral uit de Russische SFSR gehaald. Deze mensen hoefden niet te voldoen aan enige eis wat betreft beheersing van de Letse taal of kennis van de geschiedenis. De enige toegestane scholen met onderwijs in een minderheidstaal waren ook precies de Russische scholen. Op school werd hoofdzakelijk de geschiedenis van de Sovjet-Unie onderwezen. Letse dienstplichtigen moesten hun dienstplicht vaak ver van huis vervullen, op plaatsen waar enkel Russisch gesproken werd.

## Tweede zelfstandigheid
Toen Michail Gorbatsjov op 11 maart 1985 secretaris-generaal van de Communistische partij van de Sovjet-Unie werd, werd een proces in gang gezet dat uiteindelijk tot het uiteenvallen van de Sovjet-Unie zou leiden. Door open de tekortkomingen en de misstanden in de samenleving te bespreken, glasnost, zou het mogelijk moeten zijn om structurele veranderingen van de maatschappij door te voeren, perestrojka. Het idee was dat de algemene opinie zodoende druk kon uitoefenen op onwillige bureaucraten om nieuwe opdrachten van de partijleiding door te voeren. Maar al snel was er niets meer dat niet bekritiseerd werd: Na eerst het falen van Brezjnev-tijd te hebben bekritiseerd en vervolgens Chroesjtsjovs stijl van leidinggeven begon men de massaverdwijningen uit de tijd van Stalin te bediscussiëren en uiteindelijk zelfs de officiële, half vergoddelijkende officiële kijk op Lenin. Er werd gezegd dat Lenin erger was geweest dan Stalin, die op zijn beurt weer erger was dan Hitler. Uiteindelijk werd de hele Sovjet-Unie afgedaan als een tragische vergissing.
In 1986 werd in Liepaja een Helsinki-comité opgericht, Helsinki-86, om toe te zien op de naleving van het Helsinki-verdrag uit 1975. De drie oprichters werden dwarsgezeten door de KGB, maar slaagden er toch in om een demonstratie in Riga te organiseren ter nagedachtenis aan de massadeportaties van 1941. Er werden nieuwe demonstraties georganiseerd: in augustus ter herdenking van het Molotov-Ribbentroppact en in november ter herdenking van het uitroepen van de Letse republiek in 1918. De demonstraties werden het jaar erop herhaald en trokken steeds meer belangstellenden. In oktober 1988 werd het Volksfront van Letland opgericht (Latvijas tautas fronte), dat culturele en economische autonomie eiste, maar geen volledige zelfstandigheid voor Letland. Dit was een totale verrassing voor de Letse communistische partij, maar begin 1989 werd het Interfront (het internationale front van de arbeiders van de Letse SSR) opgericht, dat ernaar streefde de sovjetmaatschappij te behouden, en nationale tendensen en beperking van de russificatie wilde tegenhouden.
Op 26 maart 1989 waren er verkiezingen voor het volkscongres van de Sovjet-Unie en voor de eerste keer waren er meerdere kandidaten om uit te kiezen. 33 van Letlands 52 mandaten gingen naar het Volksfront of naar kandidaten die het Volksfront steunden. Met deze verkiezingsuitslag eiste het Volksfront op 31 mei 1989 zelfstandigheid. Op 23 augustus 1989 vormden twee miljoen Esten, Letten en Litouwers een menselijke keten van de Estse hoofdstad Tallinn via Riga naar de Litouwse hoofdstad Vilnius, de Baltische Weg. Daarmee protesteerden ze tegen het Molotov-Ribbentroppact, dat op die dag vijftig jaar geleden werd afgesloten. In de herfst van 1989 besloten de opperste sovjets van Estland, Letland en Litouwen de inlijving door de Sovjet-Unie in 1940 onwettig te verklaren. Dat jaar leed ook de Letse communistische partij de ene nederlaag na de andere: de opperste sovjet schafte het verbod op andere partijen af en stond de vlag, het wapenschild en het volkslied van vóór de Tweede Wereldoorlog weer toe. Het volkscongres van de Sovjet-Unie in Moskou benoemde een commissie om te onderzoeken of er wellicht geheime protocollen aan het Molotov-Ribbentroppact verbonden waren. In december 1989 constateerde de commissie dat dat inderdaad het geval was en ze verklaarde het pact onwettig.
Op 18 maart 1990 waren er verkiezingen voor de Opperste Sovjet van Letland waarbij het Volksfront 131 van de 201 zetels won. Op 4 mei 1990 verklaarde het Volksfront dat de zelfstandigheid van Letland na een overgangsperiode hersteld zou worden. Michail Gorbatsjov antwoordde hierop dat deze verklaring in strijd was met de grondwet van de Sovjet-Unie. Gorbatsjov was op dat tijdstip bezig om een nieuwe grondwet voor te bereiden die de Sovjet-Unie om zou vormen tot een federale staat, maar de Baltische staten verklaarden dat ze daar geen belangstelling voor hadden. Doordat de Letse communistische partij haar leidende rol was kwijtgeraakt, had Moskou zijn ogen en oren in Letland verloren en kon het de lokale gebeurtenissen dus niet meer beïnvloeden.

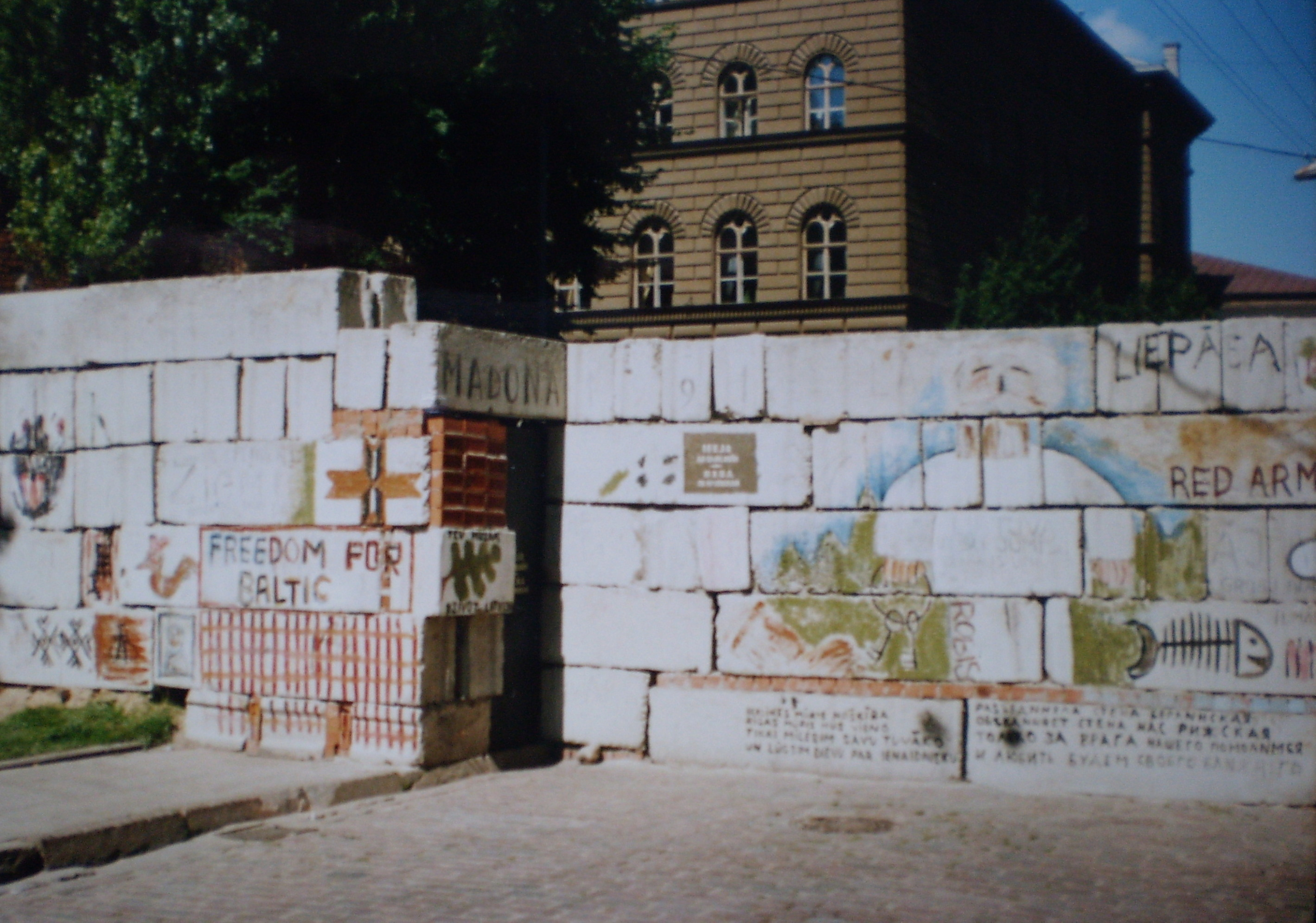
Barricade in Riga om het Rode Leger van de parlementsgebouwen te weren, juli 1991

Op 20 januari 1991 vielen paramilitaire eenheden van het Ministerie van Binnenlandse Zaken van de Sovjet-Unie (de ‘zwarte baretten’ van de OMON) het ministerie van Binnenlandse Zaken in Riga aan. Het was het ernstigste incident in een reeks provocaties van de OMON, die in totaal zeven doden kostten. In Litouwen werden 14 mensen gedood toen Sovjeteenheden de tv-toren in Vilnius innamen. De beelden gingen de wereld over en de internationale steun voor Baltische onafhankelijkheid nam toe. Deze gebeurtenissen hebben het streven naar onafhankelijkheid positief beïnvloed. Bij een volksstemming over onafhankelijkheid op 3 maart 1991, waarin 87,5% van de stemgerechtigden deelnam stemde 73,6% voor een "zelfstandige en democratische Letse republiek". Gorbatsjov liet weten dat deze onafhankelijkheidsverklaring onwettig was, en dat de enige manier om de Sovjet-Unie te verlaten was met steun van drie vijfde van de leden van de opperste sovjet van de Sovjet-Unie - iets dat onmogelijk was zo lang de Sovjet-Unie een stalinistische eenpartijstaat was.
Op 19 augustus 1991 voltrok zich de Augustusstaatsgreep in Moskou en Gorbatsjov werd enkele dagen onder huisarrest geplaatst. Op 21 augustus 1991 verklaarde de Letse Hoge Raad Letland onafhankelijk; dit werd op 6 september 1991 door de Sovjet-Unie erkend.
In maart 1993 werd de vooroorlogse Letse valuta, de lats, heringevoerd en in juni van hetzelfde jaar werden de eerste verkiezingen voor het eigen Letse parlement gehouden, dat ook al de vooroorlogse naam Saeima kreeg. In 1994 ondertekende de Russische president Boris Jeltsin een verdrag over de terugtrekking van de Russische troepen in augustus van datzelfde jaar. Er is nog steeds sprake van spanningen tussen de etnische Letten en de etnische Russen. Slechts de nakomelingen van diegenen die voor de Tweede Wereldoorlog Lets staatsburger waren kregen automatisch het Letse staatsburgerschap (dat gold voor de meeste Letten, maar toch ook voor 34% van de etnische Russen), terwijl alle anderen (voor het grootste deel Russen) eerst een examen moesten doen in Letse taal en geschiedenis om het staatsburgerschap te verkrijgen.
Op 1 mei 2004 werd Letland lid van de Europese Unie. De Euro werd op 1 januari 2014 de officiële munt, die de Letse lats (LVL) vervangt.

### Taalbeleid
Gedurende de jaren 90 heeft het minderhedenbeleid regelmatig tot problemen geleid voor Letland. Men beschouwt zich als het slachtoffer van een omvattende kolonisatie door de Russen en heeft geweigerd om alle inwoners automatisch het Letse staatsburgerschap te verlenen. De Russen op hun beurt zijn van mening dat ze onder, zij het zachte, dwang naar Letland zijn verhuisd, en dat ze in Rusland geen verblijfplaats meer hebben. Na druk van de OVSE houdt de huidige wetgeving in dat eenieder die voor 1940 in Letland woonde alsmede hun kinderen het staatsburgerschap hebben verkregen en dat eenieder die na 1991 geboren is het staatsburgerschap op aanvraag kan verkrijgen. Voor alle overigen geldt dat ze een examen in Letse taal en maatschappijleer moeten afleggen. Van het staatsburgerschap uitgesloten zijn mensen die grondwetondermijnend tegen Letland hebben geageerd, waaronder personen die na 4 mei 1990 lid waren van de Letse Communistische Partij. Rond de 295.000 inwoners van Letland (14,1 procent) hebben volgens de bevolkingscensus van 2011 nog steeds de status van niet-staatsburger (715.000 in 1991), waardoor ze geen stemrecht hebben en geen dienstplicht vervullen.
In het voorjaar van 2004 stemde het Letse parlement in met een voorstel dat inhoudt dat het onderwijs op de middelbare school voor minstens 60% in het Lets gegeven moet worden. De voorstanders wijzen erop dat mensen niet zouden moeten opgroeien zonder kennis van de officiële landstaal. Er heerst onder veel Letten onvrede over de geringe bereidheid van een deel van de Russischtalige inwoners om Lets te spreken. Tegenstanders vinden dat ouders zelf moeten kunnen beslissen, dat de Letstalige leermiddelen van onvoldoende kwaliteit zouden zijn, en dat onderwijs in de moedertaal een recht is. Zij maken zich zorgen over wat zij zien als een assimilatie van Russischtaligen.